# Alexandre Gorbatikov
Alexandre Valerievitch Gorbatikov (en russe : Дмитрий Николаевич Торгованов ou en anglais : Aleksandr Valeryevich Gorbatikov), né le 4 juin 1982 à Volgograd (URSS), est un joueur de handball russe évoluant au poste de demi-centre.
Avec l'équipe nationale de Russie, il est médaillé de bronze olympique en 2004. À cause de problèmes récurrents aux genoux, il est contraint de mettre un terme à sa carrière en 2009 à 27 ans. Il se reconvertit alors comme entraîneur.

## Palmarès

### Sélection nationale
- Jeux olympiques[2]
  -  Médaille de bronze aux Jeux olympiques de 2004 à Athènes

### En club
- Finaliste de la Coupe de l'EHF (C3) (1) : 2003 (avec le Dinamo Astrakhan)
- Deuxième du Championnat de Russie en 2002, 2003, 2004, 2005, 2006, 2007, 2008